# Жирардон, Антуан
Антуа́н Жирардо́н (фр. Antoine Girardon; 1758—1806) — французский военный деятель, дивизионный генерал (1805 год), участник революционных и наполеоновских войн.

## Биография

### Происхождение и начало военной службы
Родился в семье производителя париков Этьена Жирардона (фр. Étienne Girardon; 1733—1794) и его супруги Анны Ришно (фр. Anne Richenot; ок.1728—1796). 25 апреля 1776 года Антуан поступил рядовым в пехотный полк Бри. 25 сентября 1778 года стал капралом и с отличием служил в американских кампаниях с 1780 по 1783 год. 29 апреля 1781 года он принял участие в морском бою у Мартиники, затем во взятии Тобаго, в осаде Йорктауна, в битве при Сент-Кристофере и во взятии этого острова с 25 по 27 января 1782 года. 12 июля 1783 года дезертировал.

### На службе Революции
Назначенный в июле 1789 года командиром национальной гвардии Шомона, он вскоре был наделён административными функциями директории округа. 2 сентября 1793 года произведён в командиры батальона и возглавил 4-й батальон волонтёров Верхней Марны (также известный как батальон волонтёров Шомона). Служа в Рейнско-Мозельской армии, отличился 26 декабря 1793 года в деле у Гейсберга (около Висамбура).  22 июля 1794 года его батальон влился в качестве 3-го батальона в состав 170-й полубригады. В 1795 году был при нападении на Мангеймский мост.

### Кампания в Италии
10 марта 1796 года в ходе амальгамы его батальон стал частью 12-й полубригады линейной пехоты, которая была включена в Итальянскую армию. 12-я полубригада 29 июля 1796 года вышла из Лиона, форсировала Большой Сен-Бернар, 16 августа прибыла в Милан. Вытеснив австрийцев из Казаль-Маджоре, она 24 августа атаковала Борго-Форте, отбросив неприятеля в Мантую, и захватив запасы продовольствия. С 16 по 19 сентября Жирардон сражался у Сан-Джорджо. При обороне плацдарма у Говерноло 21 сентября 12-я отразила атаку противника, оттеснила его и взяла в плен 1100 человек. Этот бой, в котором Вурмзер потерял шесть орудий, был самым славным для 12-й полубригады, потому что, если бы австрийцы захватили этот пункт, они сняли бы осаду Мантуи. 29 сентября Жирардон сражался у Модены.

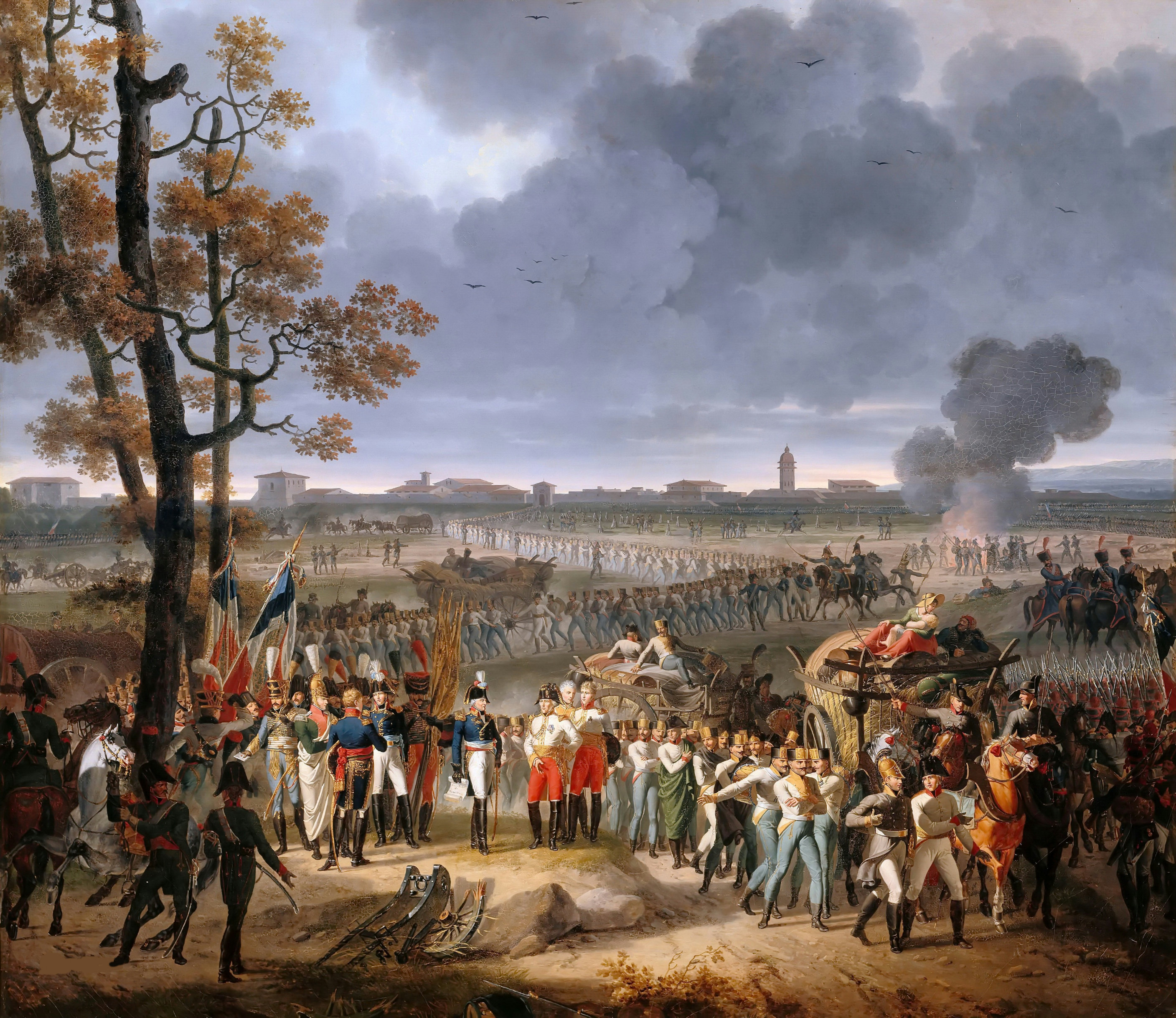
Капитуляция Мантуи 2 февраля 1797 года. Фельдмаршал Вурмзер сдаётся генералу Серюрье

 14 декабря 1796 года Жирардон был произведён Бонапартом в полковники и возглавил 12-ю полубригаду. 2 февраля 1797 года Мантуя капитулировала. Помещённая 10 марта в дивизию Серюрье, она 12 марта оказалась на переправе через Пьяве. На следующий день она получила самую лестную похвалу от главнокомандующего Бонапарта за её прекрасное поведение во время осады Мантуи. 15-го числа она участвовала в битве при Тальяменто и переправилась через реку; 18- марта под огнём противника форсировала Изонцо; на следующий день она способствовала взятию Градиски и Горица. С 13 по 15 апреля стояла лагерем по дороге из Вены в Триест. 27 марта двинулась в Верхнюю Штирию и дошла до Фраулентайна на Мюре, примерно в трех днях пути от Вены. Предварительный мир, подписанный в Леобене 17 апреля, остановил победоносное шествие Итальянской армии.

### Кампании в Неаполе
С 24 сентября 1797 года по 7 января 1798 года по приказу генерала Серюрье был комендантом Венеции. Призванный к Римской армии Гувьона-Сен-Сира, Жирардон участвовал в битве при Кастелло. 29 июля 1798 года Жирардон с колонной, состоящей из трёх рот 1-го батальона и других войск, достиг повстанцев, разбил их, загнал в угол в небольшом городке Ферентино, который он взял штурмом, и восстановил спокойствие повсюду в римской сельской местности. После этого он получил командование восставшими провинциями Лацио и Понтийские болота, известными тогда под названием департамента Цирко.
Помещённый 24 ноября в дивизию Макдональда, действовавшую в Армии Неаполя, он отличился 4 декабря при Чивита-Кастеллане. 9 декабря сражался при Отриколи, где неаполитанцы были полностью разбиты, потеряли артиллерию и обоз. Затем, Жирардон получил задание при осаде Неаполя захватить форт Сен-Эльм и выполнил эту опасную миссию не менее умело, чем храбро.
Этот поступок и таланты, которые он проявил в дальнейшем, принесли ему 29 апреля 1799 года звание бригадного генерала. Во время эвакуации королевства получил главное командование над войсками, которые Макдональд оставил на территории Неаполя. Этим войскам, насчитывавшим всего 4600 человек, разбросанным по обширной территории, приходилось защищаться не только от населения, охваченного религиозным фанатизмом, но и от англичан, объединившихся с португальцами и турками, высадившимися в Бриндизи. Вынужденный эвакуировать форт Сен-Эльм 10 июля 1799 года, он сосредоточил свои силы в Капуе, которую вскоре осадили союзники. Это место, почти разобранное и настолько лишённое боеприпасов, что Жирардон оказался в необходимости расплавить покрытие собора на ядра, оборонялось упорно. Но несмотря на десять успешных вылазок, в ходе которых неприятель потерял 8 орудий, 3 знамени, 1 гидон, нехватка провизии вынудила французского генерала капитулировать 29 июля. 31 июля акт о капитуляции был подписан генералом Жирардоном и адмиралом Нельсоном.

### На административной службе
После возвращения во Францию, был направлен в западные департаменты и с 29 марта 1801 года был командующим департаментов Мен и Луара и Майен под началом генерала Эдувиля в 22-м военном округе с штабом в Анже. Жирардону удалось завоевать доверие вождей шуанов; роль, которую он сыграл в успехе примирительных мер, принесла ему письмо удовлетворения от министра полиции. Некоторое время спустя он отправил своего первого адъютанта в Париж с секретной миссией к Первому консулу, который обратился к нему с такими словами: «Вы скажете своему генералу, что я полностью удовлетворён его действиями».
1 февраля 1805 года получил звание дивизионного генерала и 2 марта возглавил 2-е подразделение 13-го военного округа в Сен-Бриё.

### Новые кампании в Италии и Неаполе
19 сентября 1805 года вызван в расположение Итальянской армии маршала Массена. Участвовал в Итальянской кампании. Отличился в сражении при Кальдьеро, где по приказу Массена привёл значительные подкрепления дивизии Дюэма, действовавшей на левом фланге, в лице гренадеров Партуно, 2-го итальянского линейного полка, 25-го конно-егерского полка и 6 артиллерийских орудий. В какой-то момент генерал Жирардон, который тогда занимал центр, был оттеснён вправо новой колонной противника и, таким образом, оказался отделённым от генерала Гуллю; но так как он всегда стоял в массе, то он сам двинулся во фланг этой колонны и заставил её отступить. 9 декабря 1805 года назначен генерал-губернатором Венецианской провинции.

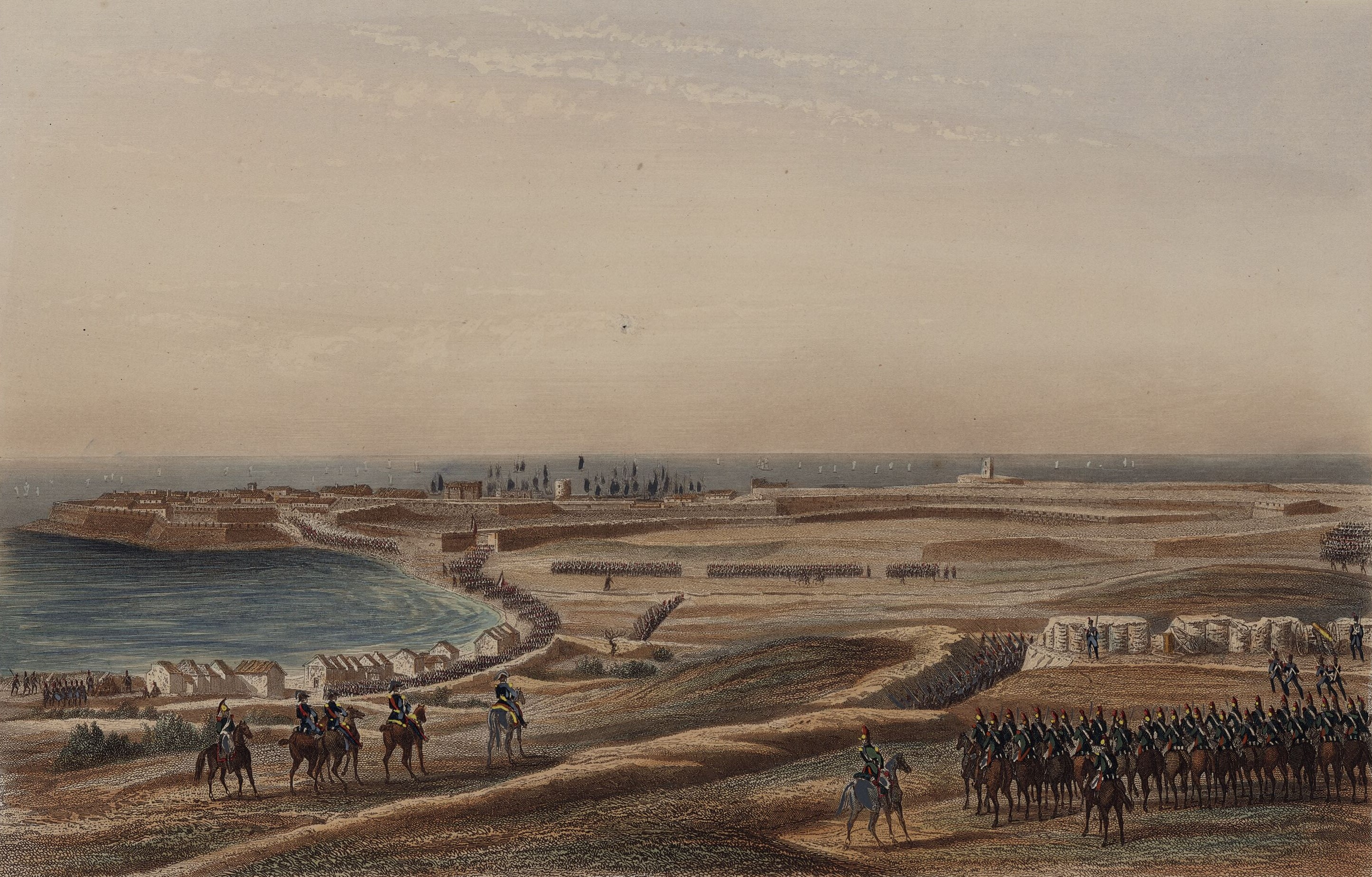
Взятие Гаэты

 3 января 1806 года переведён в Армию Неаполя, и возглавил отряд, оставленный у Чепрано для охраны линии разграничения Папской области и Неаполя. В ходе начальной стадии Неаполитанской кампании был главным советником маршала Массена вместе с генералом Дюэмом, так как лишь у них двоих был опыт войны против неаполитанцев и они знали местность. Участвовал в осаде Гаэты, в ходе которой занял мост через Гарильяно с корпусом в 4000 человек; но антисанитарные условия этого поста в сочетании с усталостью от осады вынудили его просить о возвращении во Францию для восстановления здоровья. 20 августа 1806 года по решению Наполеона в Салерно под командованием генерала Жирардона будет размещена дивизия, в которую войдут конная и пешая итальянская королевская гвардия, 6-й и 62-й линейные полки, а также 2-й итальянский пехотный полк. Этот корпус будет расквартирован таким образом, чтобы иметь возможность собраться и маневрировать. 11 сентября 1806 года Жозеф решил оставить больного Жирардона в Капуе, губернатором провинции, известной как Терра ди Лаворо. Генерал очень подходил для детального обслуживания, которое могло потребоваться этому месту, поскольку оно содержало все армейские склады.
10 октября 1806 года Жирардон получил отпуск по болезни и вернулся во Францию. Едва он прибыл в Париж, как внезапно умер в ночь с 4 на 5 декабря 1806 года.

## Воинские звания
- Солдат (25 апреля 1776 года);
- Капрал (13 сентября 1778 года);
- Командир батальона (2 сентября 1793 года);
- Полковник (14 декабря 1796 года, утверждён 4 марта 1797 года);
- Бригадный генерал (29 апреля 1799 года, утверждён 19 октября 1799 года);
- Дивизионный генерал (1 февраля 1805 года).

## Награды
Легионер ордена Почётного легиона (11 декабря 1803 года)
 Коммандан ордена Почётного легиона (14 июня 1804 года)